# Рісірі (Хоккайдо)

45°11′13″ пн. ш. 141°8′23″ сх. д. / 45.18694° пн. ш. 141.13972° сх. д.
Рісі́рі (яп. 利尻町, りしりちょう, МФА: [ɾʲiɕiɾʲi t͡ɕoː]) — містечко в Японії, в повіті Рісірі округу Соя префектури Хоккайдо. Розташоване на острові Рісірі. Станом на 1 жовтня 2008 року площа містечка становила 76,49 км². Станом на 31 березня 2017 населення містечка становило 2125 осіб.